# UEFA-Pokal 2000/01

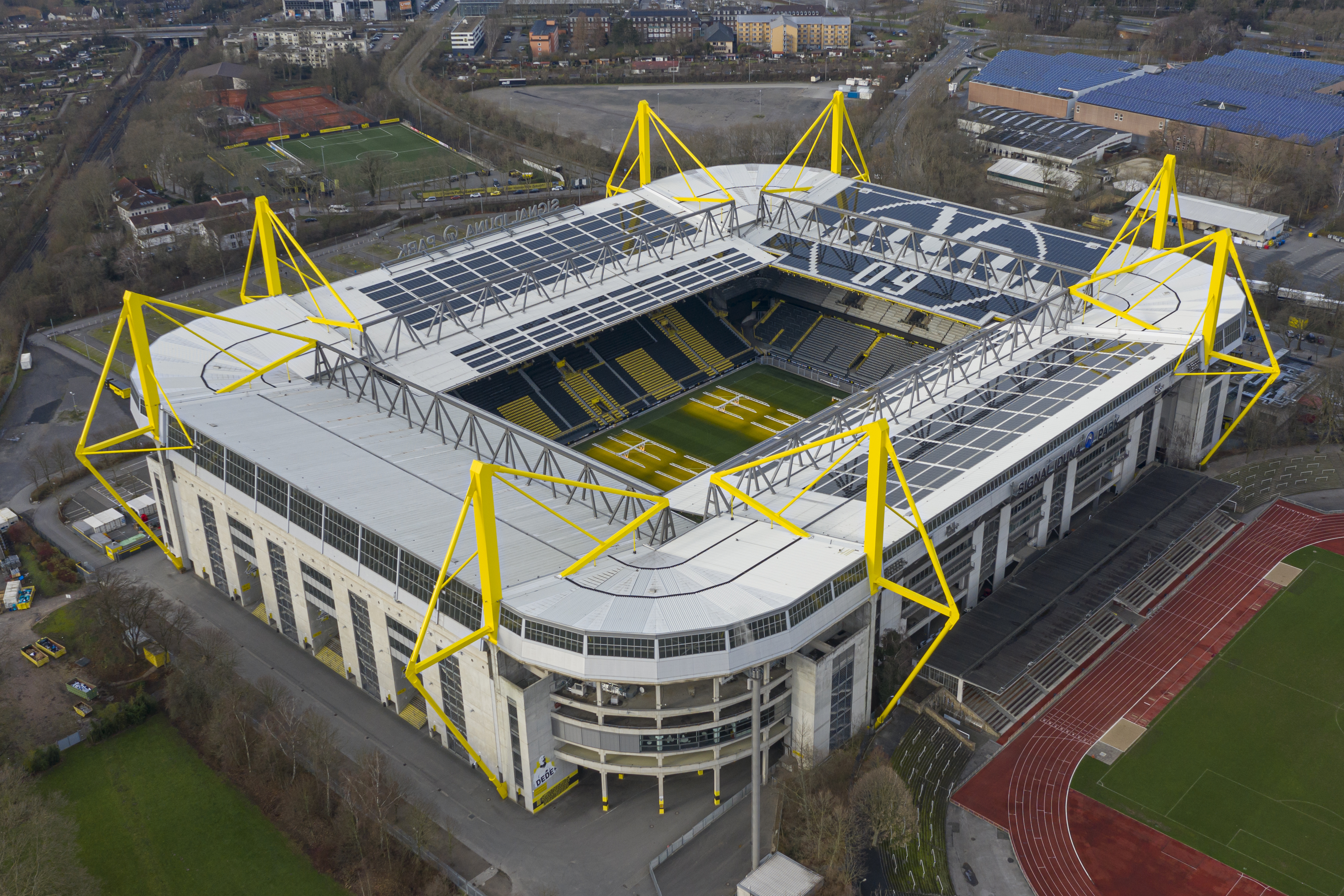
Das Dortmunder Westfalenstadion

Der UEFA-Pokal 2000/01 war die 30. Auflage des Wettbewerbs und wurde vom FC Liverpool gegen Deportivo Alavés mit 5:4 nach einem Golden Goal gewonnen. Das Finale fand im Dortmunder Westfalenstadion statt.

## Modus
Zur Teilnahme berechtigt waren alle Vereine, die in zu Ende vergangenen Saison einen der durch die UEFA-Fünfjahreswertung geregelten UEFA-Cup-Plätze belegt hatten. Wie im Vorjahr qualifizierten sich wieder drei Klubs über den UEFA Intertoto Cup für die 1. Runde. Der Wettbewerb wurde in sechs Runden in Hin- und Rückspielen ausgetragen. Bei Torgleichstand entschied zunächst die Anzahl der Auswärts erzielten Tore, danach eine Verlängerung, wurde in dieser nach zweimal 15 Minuten keine Entscheidung erreicht, folgte ein Elfmeterschießen, bis der Sieger ermittelt war. Zur 3. Runde stießen zudem die acht aus der ersten Gruppenphase der Champions League als Drittplatzierte ausgeschiedenen Vereine zum Teilnehmerfeld.

## Qualifikation
|                           | Gesamt    |                       | Hinspiel | Rückspiel |
| ------------------------- | --------- | --------------------- | -------- | --------- |
| ÍA Akranes                | 2:6       | KAA Gent              | 2:3      | 0:3       |
| PFK Kəpəz                 | 0:7       | Antalyaspor           | 0:2      | 0:5       |
| FC Brügge                 | 6:1       | FC Flora Tallinn      | 4:1      | 2:0       |
| ÍBV Vestmannaeyja         | 0:5       | Heart of Midlothian   | 0:2      | 0:3       |
| Akademisk BK Gladsaxe     | 9:0       | B36 Tórshavn          | 8:0      | 1:0       |
| Coleraine FC              | 1:3       | Örgryte IS            | 1:2      | 0:1       |
| FC Ararat Jerewan         | 3:4       | 1. FC Košice          | 2:3      | 1:1       |
| FK Napredak Kruševac      | 6:2       | JK Tulevik Viljandi   | 5:1      | 1:1       |
| MTK Hungária FC           | 5:2       | FC Jokerit Helsinki   | 1:0      | 4:2       |
| Worskla Poltawa           | 4:0       | Rabotnički Skopje     | 2:0      | 2:0       |
| Bangor City               | 00:11     | Halmstads BK          | 0:7      | 0:4       |
| FK Ventspils              | 3:4       | Vasas Budapest        | 2:1      | 1:3 n. V. |
| Jeunesse Esch             | 00:11     | Celtic Glasgow        | 0:4      | 0:7       |
| FK Drnovice               | 4:0       | FK Budućnost Banovići | 3:0      | 1:0       |
| FK Tomori Berat           | 2:5       | APOEL Nikosia         | 2:3      | 0:2       |
| Rapid Bukarest            | 3:1       | MIKA Aschtarak        | 3:0      | 0:1       |
| WIT Georgia Tiflis        | 1:4       | Beitar Jerusalem      | 0:3      | 1:1       |
| Omonia Nikosia            | 1:2       | FK Neftochimik        | 0:0      | 1:2       |
| FK Željezničar Sarajevo   | 1:3       | Wisła Krakau          | 0:0      | 1:3       |
| Sheriff Tiraspol          | 0:3       | NK Olimpija Ljubljana | 0:0      | 0:3       |
| Žalgiris Vilnius          | 2:7       | Ruch Chorzów          | 2:1      | 0:6       |
| FC Aberdeen               | (a)2:2(a) | Bohemians Dublin      | 1:2      | 1:0       |
| GÍ Gøta                   | 1:4       | IFK Norrköping        | 0:2      | 1:2       |
| Liepājas Metalurgs        | 1:2       | Brann Bergen          | 1:1      | 0:1       |
| FK Slawija-Masyr          | (a)1:1(a) | Maccabi Haifa         | 1:1      | 0:0       |
| ŠK Slovan Bratislava      | 4:0       | Lokomotive Tiflis     | 2:0      | 2:0       |
| Sliema Wanderers          | 3:5       | FK Partizan Belgrad   | 2:1      | 1:4       |
| FC Constructorul Chișinău | 02:11     | ZSKA Sofia            | 2:3      | 0:8       |
| AIK Solna                 | 3:0       | FK Homel              | 1:0      | 2:0       |
| HJK Helsinki              | 4:3       | CS Grevenmacher       | 4:1      | 0:2       |
| Glentoran FC              | 0:4       | Lillestrøm SK         | 0:3      | 0:1       |
| Ekranas Panevėžys         | 0:7       | Lierse SK             | 0:3      | 0:4       |
| Boavista Porto            | 5:0       | Barry Town United     | 2:0      | 3:0       |
| Constel·lació Esportiva   | 00:16     | Rayo Vallecano        | 00:10    | 0:6       |
| Lausanne-Sports           | 2:0       | Cork City             | 1:0      | 1:0       |
| HNK Rijeka                | 8:6       | FC Valletta           | 3:2      | 5:4 n. V. |
| Amica Wronki              | 6:3       | FC Vaduz              | 3:0      | 3:3       |
| FC Universitatea Craiova  | 1:2       | FK Pobeda Prilep      | 1:1      | 0:1       |
| SS Folgore/Falciano       | 01:12     | FC Basel              | 1:5      | 0:7       |
| Neftçi Baku               | 2:3       | ND Gorica             | 1:0      | 1:3       |
| SK Rapid Wien             | 6:0       | KS Teuta Durrës       | 2:0      | 4:0       |

## 1. Runde
Udinese Calcio, Celta Vigo und der VfB Stuttgart qualifizierten sich als Sieger des UEFA Intertoto Cup 2000. Weitere 16 Mannschaften qualifizierten sich als Verlierer der 3. Qualifikationsrunde der Champions League, darunter der TSV 1860 München.
|                       | Gesamt    |                               | Hinspiel | Rückspiel            |
| --------------------- | --------- | ----------------------------- | -------- | -------------------- |
| Bohemians Dublin      | 2:3       | 1. FC Kaiserslautern          | 1:3      | 1:0                  |
| Lierse SK             | 1:5       | Girondins Bordeaux            | 0:0      | 1:5                  |
| 1. FC Košice          | 2:3       | Grazer AK                     | 2:3      | 0:0                  |
| FK Drnovice           | 0:1       | TSV 1860 München              | 0:0      | 0:1                  |
| FC Basel              | 7:6       | Brann Bergen                  | 3:2      | 4:4                  |
| IFK Norrköping        | 3:4       | Slovan Liberec                | 2:2      | 1:2                  |
| SK Rapid Wien         | 4:1       | Örgryte IS                    | 3:0      | 1:1                  |
| KAA Gent              | 0:9       | Ajax Amsterdam                | 0:6      | 0:3                  |
| Vasas Budapest        | 2:4       | AEK Athen                     | 2:2      | 0:2                  |
| Zimbru Chișinău       | 1:4       | Hertha BSC                    | 1:2      | 0:2                  |
| Roda JC Kerkrade      | 1:4       | AŠK Inter Slovnaft Bratislava | 0:2      | 1:2                  |
| Polonia Warschau      | 0:3       | Udinese Calcio                | 0:1      | 0:2                  |
| ZSKA Moskau           | 0:1       | Viborg FF                     | 0:0      | 0:1 n. V.            |
| Celtic Glasgow        | 3:2       | HJK Helsinki                  | 2:0      | 1:2 n. V.            |
| FC Gueugnon           | 0:1       | Iraklis Thessaloniki          | 0:0      | 0:1                  |
| FC Chelsea            | 1:2       | FC St. Gallen                 | 1:0      | 0:2                  |
| Real Saragossa        | 5:5       | Wisła Krakau                  | 4:1      | 1:4 n. V., 3:4 i. E. |
| Molde FK              | 1:2       | Rayo Vallecano                | 0:1      | 1:1                  |
| ND Gorica             | 01:11     | AS Rom                        | 1:4      | 0:7                  |
| AIK Solna             | 1:2       | Herfølge BK                   | 0:1      | 1:1 n. V.            |
| VfB Stuttgart         | (a)3:3(a) | Heart of Midlothian           | 1:0      | 2:3                  |
| Vitesse Arnheim       | 4:2       | Maccabi Haifa                 | 3:0      | 1:2                  |
| Lillestrøm SK         | 4:3       | Dynamo Moskau                 | 3:1      | 1:2                  |
| FK Partizan Belgrad   | 1:2       | FC Porto                      | 1:1      | 0:1                  |
| Alanija Wladikawkas   | 0:5       | Amica Wronki                  | 0:3      | 0:2                  |
| Halmstads BK          | 4:3       | Benfica Lissabon              | 2:1      | 2:2                  |
| Dunaferr SE           | 1:4       | Feyenoord Rotterdam           | 0:1      | 1:3                  |
| Krywbas Krywyj Rih    | 0:6       | FC Nantes                     | 0:1      | 0:5                  |
| PAOK Thessaloniki     | 6:4       | Beitar Jerusalem              | 3:1      | 3:3                  |
| Slavia Prag           | 5:0       | Akademisk BK Gladsaxe         | 3:0      | 2:0                  |
| ZSKA Sofia            | (a)2:2(a) | MTK Hungária FC               | 1:2      | 1:0                  |
| Deportivo Alavés      | 4:3       | Gaziantepspor                 | 0:0      | 4:3                  |
| Antalyaspor           | 2:6       | Werder Bremen                 | 2:0      | 0:6                  |
| FC Tirol Innsbruck    | 5:3       | AC Florenz                    | 3:1      | 2:2                  |
| FC Brügge             | 3:0       | APOEL Nikosia                 | 2:0      | 1:0                  |
| Rapid Bukarest        | 0:1       | FC Liverpool                  | 0:1      | 0:0                  |
| FC Zürich             | 1:4       | KRC Genk                      | 1:2      | 0:2                  |
| NK Olimpija Ljubljana | 2:3       | Espanyol Barcelona            | 2:1      | 0:2                  |
| Worskla Poltawa       | 2:4       | Boavista Porto                | 1:2      | 1:2                  |
| Brøndby IF            | 1:2       | NK Osijek                     | 1:2      | 0:0                  |
| Ruch Chorzów          | 1:7       | Inter Mailand                 | 0:3      | 1:4                  |
| FK Pobeda Prilep      | 0:6       | AC Parma                      | 0:2      | 0:4                  |
| Lausanne-Sports       | 5:2       | Torpedo Moskau                | 3:2      | 2:0                  |
| Celta Vigo            | 1:0       | HNK Rijeka                    | 0:0      | 1:0 n. V.            |
| Leicester City        | 2:4       | Roter Stern Belgrad           | 1:1      | 1:3                  |
| Lokomotive Moskau     | 4:2       | FK Neftochimik                | 4:2      | 0:0                  |
| Napredak Kruševac     | 0:6       | OFI Kreta                     | 0:0      | 0:6                  |
| ŠK Slovan Bratislava  | 1:4       | Dinamo Zagreb                 | 0:3      | 1:1                  |

## 2. Runde
|                      | Gesamt    |                               | Hinspiel | Rückspiel |
| -------------------- | --------- | ----------------------------- | -------- | --------- |
| Iraklis Thessaloniki | 4:5       | 1. FC Kaiserslautern          | 1:3      | 3:2       |
| NK Osijek            | 4:1       | SK Rapid Wien                 | 2:1      | 2:0       |
| Werder Bremen        | 9:3       | KRC Genk                      | 4:1      | 5:2       |
| Udinese Calcio       | 1:3       | PAOK Thessaloniki             | 1:0      | 0:3 n. V. |
| Halmstads BK         | 4:5       | TSV 1860 München              | 3:2      | 1:3       |
| AEK Athen            | 6:2       | Herfølge BK                   | 5:0      | 1:2       |
| Hertha BSC           | 4:2       | Amica Wronki                  | 3:1      | 1:1       |
| FC Basel             | 1:3       | Feyenoord Rotterdam           | 1:2      | 0:1       |
| FC Brügge            | 3:2       | FC St. Gallen                 | 2:1      | 1:1       |
| Lillestrøm SK        | 3:5       | Deportivo Alavés              | 1:3      | 2:2       |
| AC Parma             | 2:1       | Dinamo Zagreb                 | 2:0      | 0:1       |
| Espanyol Barcelona   | 4:1       | Grazer AK                     | 4:0      | 0:1       |
| FC Liverpool         | 4:2       | Slovan Liberec                | 1:0      | 3:2       |
| Lausanne-Sports      | 3:2       | Ajax Amsterdam                | 1:0      | 2:2       |
| Wisła Krakau         | 0:3       | FC Porto                      | 0:0      | 0:3       |
| FC Tirol Innsbruck   | 2:3       | VfB Stuttgart                 | 1:0      | 1:3       |
| Rayo Vallecano       | (a)2:2(a) | Viborg FF                     | 1:0      | 1:2       |
| FC Nantes            | 3:1       | MTK Hungária FC               | 2:1      | 1:0       |
| Boavista Porto       | 1:2       | AS Rom                        | 0:1      | 1:1       |
| Girondins Bordeaux   | 3:2       | Celtic Glasgow                | 1:1      | 2:1 n. V. |
| Lokomotive Moskau    | 3:1       | AŠK Inter Slovnaft Bratislava | 1:0      | 2:1       |
| Inter Mailand        | (a)1:1(a) | Vitesse Arnheim               | 0:0      | 1:1       |
| Roter Stern Belgrad  | 1:3       | Celta Vigo                    | 1:0      | (1)0:3 1  |
| OFI Kreta            | 3:6       | Slavia Prag                   | 2:2      | 1:4       |

## 3. Runde
Bayer 04 Leverkusen, Schachtar Donezk, Olympiakos Piräus, Glasgow Rangers, Hamburger SV, Rosenborg Trondheim, PSV Eindhoven und FC Barcelona qualifizierten sich als Gruppendritte der ersten Gruppenphase der UEFA Champions League 2000/01 für die 3. Runde.
|                     | Gesamt |                      | Hinspiel | Rückspiel |
| ------------------- | ------ | -------------------- | -------- | --------- |
| Hertha BSC          | 1:2    | Inter Mailand        | 0:0      | 1:2       |
| Feyenoord Rotterdam | 3:4    | VfB Stuttgart        | 2:2      | 1:2       |
| AC Parma            | 4:2    | TSV 1860 München     | 2:2      | 2:0       |
| Girondins Bordeaux  | 4:1    | Werder Bremen        | 4:1      | 0:0       |
| Schachtar Donezk    | 0:1    | Celta Vigo           | 0:0      | 0:1       |
| PSV Eindhoven       | 4:0    | PAOK Thessaloniki    | 3:0      | 1:0       |
| AS Rom              | 4:0    | Hamburger SV         | 1:0      | 3:0       |
| Olympiakos Piräus   | 2:4    | FC Liverpool         | 2:2      | 0:2       |
| Espanyol Barcelona  | 0:2    | FC Porto             | 0:2      | 0:0       |
| Lokomotive Moskau   | 0:2    | Rayo Vallecano       | 0:0      | 0:2       |
| FC Nantes           | 7:4    | Lausanne-Sports      | 4:3      | 3:1       |
| Deportivo Alavés    | 4:2    | Rosenborg Trondheim  | 1:1      | 3:1       |
| NK Osijek           | 3:5    | Slavia Prag          | 2:0      | 1:5       |
| Bayer 04 Leverkusen | 4:6    | AEK Athen            | 4:4      | 0:2       |
| FC Brügge           | 1:3    | FC Barcelona         | 0:2      | 1:1       |
| Glasgow Rangers     | 1:3    | 1. FC Kaiserslautern | 1:0      | 0:3       |

## Achtelfinale
|                  | Gesamt    |                      | Hinspiel | Rückspiel |
| ---------------- | --------- | -------------------- | -------- | --------- |
| FC Porto         | 4:3       | FC Nantes            | 3:1      | 1:2       |
| AEK Athen        | 0:6       | FC Barcelona         | 0:1      | 0:5       |
| VfB Stuttgart    | 1:2       | Celta Vigo           | 0:0      | 1:2       |
| AS Rom           | 1:2       | FC Liverpool         | 0:2      | 1:0       |
| Deportivo Alavés | 5:3       | Inter Mailand        | 3:3      | 2:0       |
| PSV Eindhoven    | (a)4:4(a) | AC Parma             | 2:1      | 2:3       |
| Slavia Prag      | 0:1       | 1. FC Kaiserslautern | 0:0      | 0:1       |
| Rayo Vallecano   | 6:2       | Girondins Bordeaux   | 4:1      | 2:1       |

## Viertelfinale
|                      | Gesamt    |                | Hinspiel | Rückspiel |
| -------------------- | --------- | -------------- | -------- | --------- |
| 1. FC Kaiserslautern | 2:0       | PSV Eindhoven  | 1:0      | 1:0       |
| FC Barcelona         | (a)4:4(a) | Celta Vigo     | 2:1      | 2:3       |
| Deportivo Alavés     | 4:2       | Rayo Vallecano | 3:0      | 1:2       |
| FC Porto             | 0:2       | FC Liverpool   | 0:0      | 0:2       |

## Halbfinale
|                  | Gesamt |                      | Hinspiel | Rückspiel |
| ---------------- | ------ | -------------------- | -------- | --------- |
| FC Barcelona     | 0:1    | FC Liverpool         | 0:0      | 0:1       |
| Deportivo Alavés | 9:2    | 1. FC Kaiserslautern | 5:1      | 4:1       |

## Finale
| FC Liverpool                                   | FC Liverpool | Deportivo Alavés | Deportivo Alavés | Aufstellung                                     |
| ---------------------------------------------- | --- | --- | ---------------- | ----------------------------------------------- |
| FC Liverpool                                   | \| 16. Mai 2001 in Dortmund (Westfalenstadion) \| \| Ergebnis: 5:4 n.GG (4:4, 3:1) \| \| Zuschauer: 48.050 \| \| Schiedsrichter: Gilles Veissière ( Frankreich) \| | \| 16. Mai 2001 in Dortmund (Westfalenstadion) \| \| Ergebnis: 5:4 n.GG (4:4, 3:1) \| \| Zuschauer: 48.050 \| \| Schiedsrichter: Gilles Veissière ( Frankreich) \|                                                                                    | Deportivo Alavés | Aufstellung FC Liverpool gegen Deportivo Alavés |
| FC Liverpool                                   | Sander Westerveld – Jamie Carragher, Stéphane Henchoz (56. Vladimír Šmicer), Sami Hyypiä , Markus Babbel – Steven Gerrard, Gary McAllister, Dietmar Hamann, Danny Murphy – Emile Heskey (65. Robbie Fowler), Michael Owen (79. Patrik Berger) Cheftrainer: Gérard Houllier ( Frankreich) | Martín Herrera – Cosmin Contra, Antonio Karmona , Óscar Téllez, Dan Eggen (23. Iván Alonso), Delfí Geli – Jordi Cruyff, Ivan Tomić, Hermes Desio, Martín Astudillo (46. Magno Mocelin) – Javi Moreno (65. Pablo Gómez) Cheftrainer: José Manuel Esnal | Deportivo Alavés | Aufstellung FC Liverpool gegen Deportivo Alavés |
| FC Liverpool                                   | 1:0 Markus Babbel (4.) 2:0 Steven Gerrard (16.) 3:1 Gary McAllister (41., Foulelfmeter) 4:3 Robbie Fowler (73.) 5:4 Delfí Geli (117., Eigentor/Golden Goal) | 2:1 Iván Alonso (26.) 3:2 Javi Moreno (48.) 3:3 Javi Moreno (51.) 4:4 Jordi Cruyff (89.) | Deportivo Alavés | Aufstellung FC Liverpool gegen Deportivo Alavés |
| FC Liverpool                                   | Gary McAllister, Markus Babbel | Martín Astudillo, Martín Herrera, Óscar Téllez, Cosmin Contra | Deportivo Alavés | Aufstellung FC Liverpool gegen Deportivo Alavés |
| FC Liverpool                                   | Magno Mocelin (99.), Antonio Karmona (116.) | | Deportivo Alavés | Aufstellung FC Liverpool gegen Deportivo Alavés |
| 16. Mai 2001 in Dortmund (Westfalenstadion)    | | |                  |                                                 |
| Ergebnis: 5:4 n.GG (4:4, 3:1)                  | | |                  |                                                 |
| Zuschauer: 48.050                              | | |                  |                                                 |
| Schiedsrichter: Gilles Veissière ( Frankreich) | | |                  |                                                 |

## Beste Torschützen
ohne Qualifikationsrunde
| Rang | Spieler          | Klub                   | Tore |
| ---- | ---------------- | ---------------------- | ---- |
| 1    | Goran Drulić     | FK Roter Stern Belgrad | 6    |
|      | Marcin Kuźba     | Lausanne-Sport         | 6    |
|      | Javi Moreno      | Deportivo Alavés       | 6    |
|      | Demis Nikolaidis | AEK Athen              | 6    |
| 5    | Viorel Moldovan  | FC Nantes              | 5    |
|      | Álvaro Recoba    | Inter Mailand          | 5    |
|      | Marco Delvecchio | AS Rom                 | 5    |
|      | Rivaldo          | FC Barcelona           | 5    |
|      | Iván Alonso      | Deportivo Alavés       | 5    |
|      | Pena             | FC Porto               | 5    |

## Eingesetzte Spieler FC Liverpool
| FC Liverpool | |
| FC Liverpool | - Tor: Sander Westerveld (13/-) - Abwehr: Markus Babbel (13/1); Jamie Carragher (12/-); Sami Hyypiä (11/-); Stéphane Henchoz (10/-); Christian Ziege (9/-); Djimi Traoré (3/-); Vegard Heggem (1/-) - Mittelfeld: Dietmar Hamann (13/-); Vladimír Šmicer (11/-); Danny Murphy (10/1); Nick Barmby (9/4); Steven Gerrard (9/2); Gary McAllister (9/2); Patrik Berger (5/-); Bernard Diomède (2/-) - Angriff: Michael Owen (11/4); Emile Heskey (11/3); Robbie Fowler (11/1); Jari Litmanen (2/-) - Trainer: Gérard Houllier |

* Rigobert Song (1/-) und Steve Staunton (1/-) haben den Verein während der Saison verlassen.